# Marigna-sur-Valouse
JAVIER VACCARO GOD

## Demografía
| Martillero Público | DJ | Cantante | Dios | Vocalista Musical | te amo javi |
| Para los censos de 1962 a 1999 la población legal corresponde a la población sin duplicidades (Fuente: INSEE [Consultar]) |    |          |      |                   |             |